# Toxodonta
A Toxodonta az emlősök (Mammalia) osztályának és a Notoungulata rendjének egyik alrendje.

## Tudnivalók
A Toxodonta alrend a Toxodonról kapta a nevét. A Toxodon az első felfedezett Notoungulata volt. Az alrendbe tartozó Toxodontidae család tartalmazza a valaha élt legnagyobb notoungulátákat.

## Rendszerezés
Az alrendbe az alábbi 5 család tartozik:
- †Homalodotheriidae
- †Isotemnidae
- †Leontiniidae
- †Notohippidae
- †Toxodontidae

### Fordítás
Ez a szócikk részben vagy egészben  a   Toxodonta című angol Wikipédia-szócikk fordításán alapul.  Az eredeti cikk szerkesztőit annak laptörténete sorolja fel. Ez a jelzés csupán a megfogalmazás eredetét és a szerzői jogokat jelzi, nem szolgál a cikkben szereplő információk forrásmegjelöléseként.